# 340 on the Park
340 on the Park, ook wel Lakeshore East Building 1-N genoemd, is een wolkenkrabber in Chicago, Verenigde Staten. Het gebouw staat op 340 East Randolph Street. De bouw van de woontoren begon in 2005 en werd in 2007 voltooid. Op 18 juli 2007 werd het gebouw officieel geopend.

## Ontwerp
340 on the Park is 204,9 meter hoog en telt 62 verdiepingen. Het is door Solomon, Cordwell, Buenz and Associates in modernistische stijl ontworpen en bevat 6 ondergrondse verdiepingen en 9 liften. De woontoren van $ 250.000.000 heeft een totale oppervlakte van 93.679 vierkante meter.
Het gebouw heeft als eerste woontoren in Chicago een zilveren LEED-certificaat. Het gebouw bevat onder andere een wintertuin op de 25ste verdieping, een zwembad, een fitnesscentrum en een parkeergarage op de 6 ondergrondse verdiepingen.
Willis Tower · Trump International Hotel and Tower · Aon Center · John Hancock Center · AT&T Corporate Center · Two Prudential Plaza · 311 South Wacker Drive · Aqua · 900 North Michigan · Water Tower Place · Chase Tower · Park Tower · The Legacy at Millennium Park · 300 North LaSalle · Three First National Plaza · Chicago Title and Trust Center · One Museum Park · Olympia Centre · 330 North Wabash · 111 South Wacker · 181 West Madison · Hyatt Center · One Magnificent Mile · 340 on the Park · 77 West Wacker Drive · UBS Tower · Richard J. Daley Center · 55 East Erie · Lake Point Tower · River East Center · Grand Plaza I · Leo Burnett Building · The Heritage at Millennium Park · NBC Tower · Millennium Centre · Chicago Place · Chicago Board of Trade Building · One Prudential Plaza · CNA Center · Heller International Building · Madison Plaza · 1000 Lake Shore Plaza